# Cihuateteo

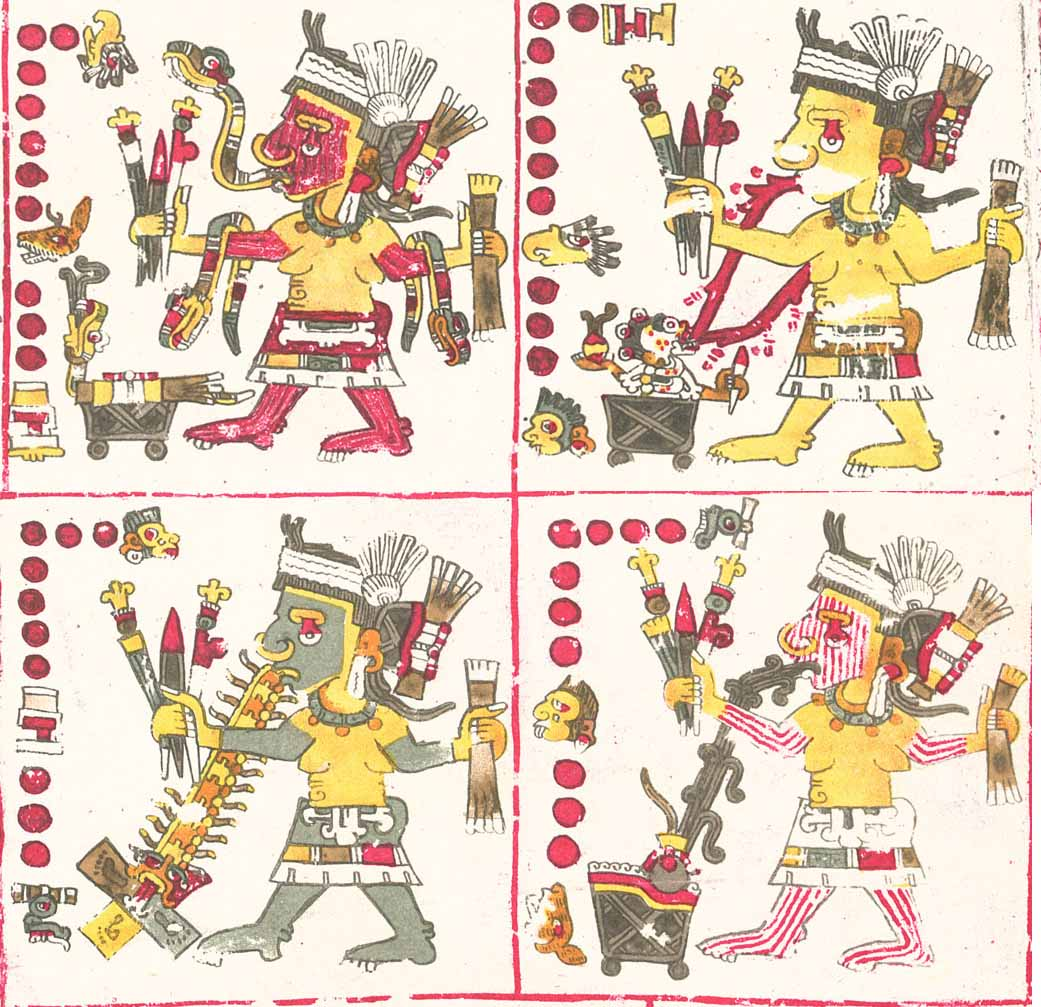
Cihuateteoh, Códice Borgia.

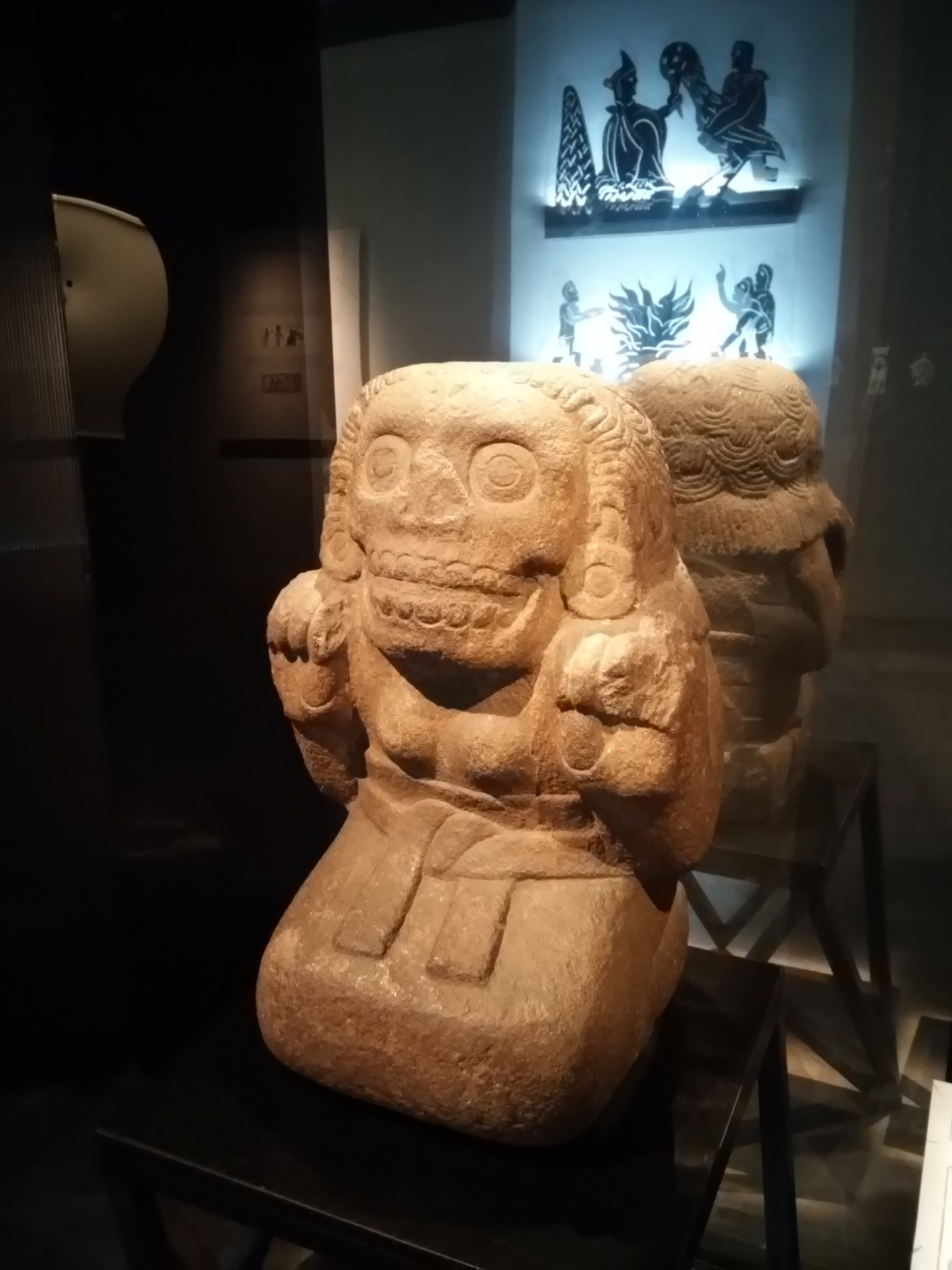
Representación de una Cihuateotl, en el Museo del Templo Mayor

Cihuateteoh o Cihuapipiltin (del náhuatl: Siwateteoh ‘mujeres diosas’‘siwatl, mujer; teteoh, dioses’) en la mitología mexica son espíritus femeninos encarnados, como sus contrapartes masculinos Macuiltonaleque, que se decía regresaban a la tierra en ciertos días después de cumplir sus cuatro años de servicios al Dios Sol Tonatiuh en el Tonatiuhichan; como almas de las mujeres nobles muertas al dar a luz, a las Cihuateteoh, se las honraba como guerreras caídas por perder la vida al dar a luz como a los hombres guerreros muertos en batalla. Su esfuerzo físico animaba a los soldados en la batalla y por eso se creía que acompañaban a los guerreros al cielo y también guiaban la puesta de sol por los cielos del poniente. 
Después del funeral, presidido por el esposo y un cortejo de parteras, en el patio de un templo de Cihuacóatl, los parientes más cercanos debían vigilar su tumba durante cuatro días, pues los guerreros solían desenterrarlas para llevarse en ese tiempo el dedo medio izquierdo y cabello de la muerta, considerados poderosos amuletos de protección en la batalla, y cabellos y antebrazo izquierdo los hechiceros para sus encantamientos. Según la leyenda, las Cihuateteoh se hicieron presentes durante los presagios de la caída de Moctezuma, lamentándose por las calles de Tenochtitlan gritando en la noche ¡ay mis hijos! ¿a dónde me los llevaré?
Su regidora es Cihuacóatl, la recolectora de almas, la diosa del nacer y del fallecer, y en ocasiones se las considera como enviadas del Mictlan, el inframundo mexica. Se decía que se las podía encontrar en los cruces de caminos llorando por sus hijos. Cuando llegaron los españoles, tomaron la creencia prehispánica y la adaptaron a partir del relato de una mujer de la nobleza que asesinó a sus propios hijos por el amor de un hombre, ahogándolos en un río o lanzándolos al río, dando lugar a la leyenda de la Llorona.
- Cihuamazatl (del náhuatl: Siwamasatl ‘mujer ciervo’‘siwatl, mujer; masatl, ciervo’)
- Cihuaquiahuitl (del náhuatl: Siwakiawitl ‘mujer lluvia’‘siwatl, mujer; kiawitl, lluvia’)
- Cihuaozomatl (del náhuatl: Siwaosomahtli ‘mujer mono’‘siwatl, mujer; osomahtli, mono’)
- Cihuacalli (del náhuatl: Siwakalli ‘mujer casa’‘siwatl, mujer; kalli, casa’)
- Cihuaquauhtli (del náhuatl: Siwakwawtli ‘mujer águila’‘siwatl, mujer; kwawtli, águila’)

Al comienzo de los signos de los días de la quinta trecena (1 Ciervo, 1 Lluvia, 1 Mono, 1 Casa, y 1 Águila) se creía que bajaban a la tierra y causaban travesuras especialmente peligrosas. Así, volvían al mundo de los vivos para cazar al acecho por las noches a los viajeros en los cruces de caminos, así como para encantar templos y enfermar a niños y jóvenes. Las Cihuateteoh eran representadas como pálidos esqueletos de blancas calaveras con garras de águila en vez de manos y vestidos decorados con tibias cruzadas.

Y por esto les hacían fiesta y en esta fiesta ofrecían en su templo, o en las encrucijadas de caminos, pan hecho de diversas figuras. Unos, como mariposas, otros de figura del rayo que cae del cielo, que llaman xonecuilli, y también unos tamalejos que se llaman xucuichtlamatzoalli, y maíz tostado que llaman ízquitl. La imagen de estas diosas es la cara blanquecina, como si estuviese teñida con un color muy blanco, lo mismo los brazos y piernas, tenían unas orejeras de oro, los cabellos tocados como señoras con cuernos, el huipil pintado de unas olas de negro, las naguas tenían labrados diversos colores.
Fray Bernardino de Sahagún, Capítulo X Que trata de unas diosas que llamaban Cihuapipiltin

El texto explica cómo para prevenirse de sus ataques en los días en que regresaban a la tierra, los vivos les colocaban alimentos en altares construidos en los cruces de caminos. Su ofrenda favorita era un tipo de bizcocho con formas de fantasía.